# 2 november
2 november is de 306de dag van het jaar (307de dag in een schrikkeljaar) in de gregoriaanse kalender. Hierna volgen nog 59 dagen tot het einde van het jaar. 2 november staat ook bekend als Allerzielen. In Mexico is het dan de Dag van de Doden.

## Gebeurtenissen
- Algemeen
  - 1170 - Tijdens een storm zou het legendarische Kreilerwoud zijn verzwolgen door de Zuiderzee.[2]
  - 1532 - Een stormvloed, de Allerheiligenvloed van 1532, treft Nederland.[2]
  - 1675 - De naam van de Colombiaanse stad Medellín wordt veranderd van Poblado de San Lorenzo in Villa de Nuestra Señora de la Candelaria de Medellín.
  - 1769 - Pioniers van een Spaanse expeditie, onder wie José Francisco Ortega en geleid door ene Don Gaspar de Portola, ontdekten de Golden Gate nabij San Francisco.
  - 1881 - De Nederlandse Nieuw-Malthusiaanse Bond wordt opgericht. De organisatie streefde ernaar om de vermeende overbevolking in Nederland te bestrijden middels het verstrekken en toepassen van voorbehoedsmiddelen.
  - 2021 - Het Zwitserse Openbaar Ministerie klaagt Sepp Blatter (ex-voorzitter FIFA) en Michel Platini aan voor onder meer fraude na een 6 jaar durend onderzoek naar een controversiële betaling.[3]
- Criminaliteit en veiligheid
  - 2004 - Theo van Gogh wordt in Amsterdam vermoord.[2]
  - 2005 - In Thailand wordt de Amsterdamse crimineel John Mieremet vermoord, en in Amsterdam vastgoedhandelaar Kees Houtman.
- Economie
  - 1992 - Bank Mees & Hope en Pierson, Heldring & Pierson kondigen een fusie aan.
- Media
  - 1982 - Channel 4 wordt opgericht.
- Muziek
  - 2023 - Presentatie van de single Now and Then, het nieuwste en allerlaatste nummer van The Beatles. Het nummer is voortgekomen uit een demo-opname van John Lennon en een archiefopname van George Harrison, Paul McCartney en Ringo Starr. Met behulp van kunstmatige intelligentie kon de matig klinkende demo-opname geschikt worden gemaakt om te gebruiken voor het uiteindelijke nummer.[4]
- Oorlog
  - 1991 - Het Joegoslavische federale leger hervat de beschieting van de Kroatische havenstad Dubrovnik, kort nadat een konvooi van 28 schepen, met de federale president Stjepan Mesić aan boord, de haven heeft verlaten.
  - 1992 - Het staakt-het-vuren in Angola wordt geschonden: in en rond de hoofdstad Luanda wordt volop gevochten.
  - 1993 - Een eskader van de Oekraïens-Russische Zwarte Zeevloot vertrekt vanuit de Krim om de Georgische havens Poti en Batoemi te beschermen.
  - 2022 - De regering van Ethiopië en de strijdkrachten in Tigray onder leiding van het Volksbevrijdingsfront worden het eens over een staakt-het-vuren, na twee jaar oorlog in het gebied.[5]
- Politiek
  - 1889 - North Dakota en South Dakota worden de 39e en 40e staten die toetreden tot de Verenigde Staten.[2][6]
  - 1903 - Andrew Carnegie ondertekent in New York de stichtingsakte van de Carnegie Stichting.[2]
  - 1917 - De Balfour-verklaring belooft de Joodse zionisten Britse hulp bij de opbouw van een 'nationaal tehuis' in Palestina.[7]
  - 1918 - In Duitsland breekt een algehele opstand uit die bekend wordt als de Novemberrevolutie, met als hoogtepunt het afzetten van de Duitse keizer Wilhelm II en de vorming van een democratische republiek.
  - 1930 - Haile Selassie wordt tot keizer van Ethiopië gekroond.[2]
  - 1976 - Amerikaanse presidentsverkiezingen: Jimmy Carter, oud-gouverneur van Georgia, verslaat zittend president Gerald Ford.[2]
  - 1979 - De regering van de Verenigde Staten reageert scherp op de militaire machtsovername in Bolivia en schort alle economische en militaire steun aan het Zuid-Amerikaanse land op.
  - 2004 - Bij de Amerikaanse presidentsverkiezingen wint zittend president George W. Bush van zijn Democratische uitdager John Kerry.
- Recreatie

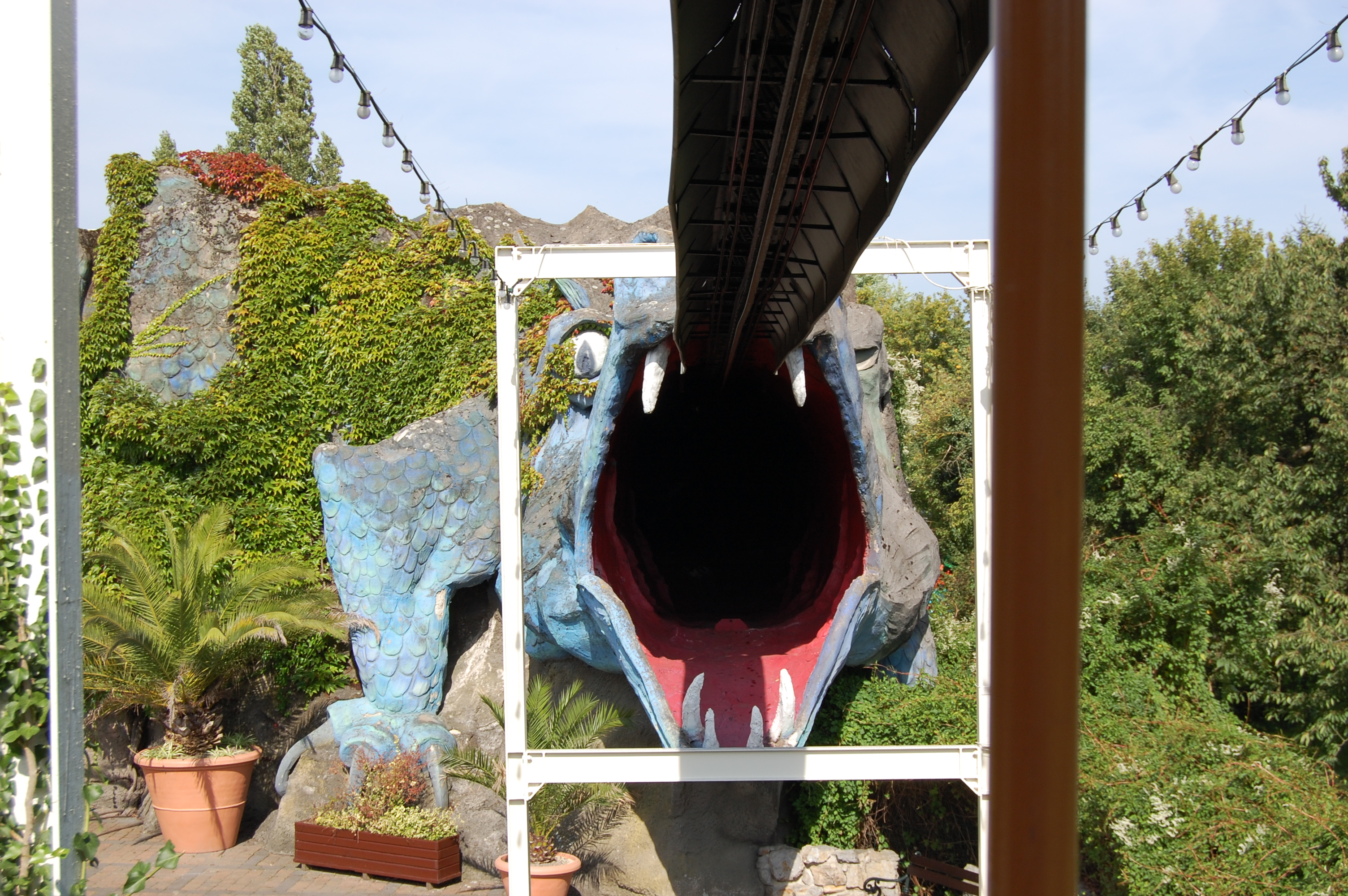
Gondelbahn 1001 Nacht

- - 2009 - In Phantasialand wordt de attractie Gondelbahn 1001 Nacht gesloten, waarna ze afgebroken wordt.
- Religie
  - 1561 - Guido de Brès biedt de Nederlandse Geloofsbelijdenis aan aan de koning van Spanje Filips II. Deze geloofsbelijdenis is nog steeds van kracht in alle calvinistische kerken.[2]
- Sport
  - 1902 - Oprichting van de Chileense voetbalclub Club Social de Deportes Rangers.
  - 1924 - Het Uruguayaans voetbalelftal wint voor de vijfde keer de Copa América door in de slotwedstrijd met 0-0 gelijk te spelen tegen naaste belager Argentinië.
  - 1958 - Bij wedstrijden in Los Angeles verbetert de Amerikaanse atleet Harold Connolly zijn eigen wereldrecord kogelslingeren, van 68,54 naar 68,68 meter.
  - 1991 - Australië wint in Londen het tweede officiële wereldkampioenschap rugby, gehouden in Ierland en Groot-Brittannië, door in de finale thuisploeg Engeland met 12-6 te verslaan.
  - 2004 - Ex-wielrenkampioen Gerrie Knetemann sterft op 53-jarige leeftijd aan een hartstilstand.
  - 2005 - Scheidsrechter René Temmink fluit zijn laatste internationale wedstrijd: FC Barcelona–Panathinaikos.
  - 2008 - Lewis Hamilton wordt wereldkampioen Formule 1 met 1 punt verschil op Felipe Massa.
  - 2018 - De Belgische Nina Derwael wordt wereldkampioen aan de brug in Doha.
  - 2021 - Luc Kroon pakt de Europese titel op de 400 meter vrije slag bij de Europese Kampioenschappen kortebaan zwemmen in Kazan (Rusland). Hij weet zijn Nederlands record aan te scherpen tot 3.38,33.[8]
  - 2021 - De Nederlandse mannenestafetteploeg legt bij de Europese Kampioenschappen kortebaan zwemmen in Kazan (Rusland) beslag op de eerste plaats bij de 4x50 meter vrije slag. De ploeg verbetert het Nederlands record met een tijd van 1.22,89.[8]
  - 2021 - De Nederlandse vrouwenestafetteploeg haalt zilver op de 4x50 meter vrije slag bij de Europese Kampioenschappen kortebaan zwemmen in Kazan (Rusland). De Russische estafetteploeg grijpt de Europese titel.[8]
  - 2023 - De honkballers van Texas Rangers winnen de World Series in de Amerikaanse profcompetitie MLB door de mannen van Arizona Diamondbacks met 5-0 te verslaan. Hierdoor nemen de Texanen een niet meer in te lopen 4-1 voorsprong in de best-of-seven serie.[9]
- Wetenschap en technologie
  - 1931 - DuPont produceert als eerste synthetisch rubber.[2]
  - 1947 - Eerste (en enige) vlucht van de Spruce Goose (Hughes H-4 Hercules), het vliegtuig met de grootste vleugelspanwijdte dat tot nu toe heeft gevlogen.
  - 2000 - 'Expedition 1' met de bemanningsleden astronaut Bill Shepherd en kosmonauten Joeri Gidzenko and Sergej Krikaljov komt aan bij het ISS.[10] Het ISS wordt vanaf nu permanent bewoond.[2]
  - 2007 - Dag van de Fysische geografie.
  - 2008 - NASA ontvangt vanaf de planeet Mars voor de laatste keer een signaal van de Phoenix Mars Lander waarmee het einde van de ongeveer 15 maanden durende missie een feit is.[11]
  - 2022 - Lancering van een Sojoez 2.1b raket vanaf Plesetsk Kosmodroom platform 43/4 voor de Kosmos 2563 missie met de Tundra 6L observatiesatelliet.[12]
  - 2022 - Wetenschappers hebben kunnen bevestigen dat een meteoor die de atmosfeer binnendrong op 8 januari 2014 en ontplofte boven de oceaan in de buurt van Papoea-Nieuw-Guinea het eerste waargenomen object ooit uit de interstellaire ruimte is. Deze datum is 3 jaar voordat de eerste interstellaire planetoïde Oumuamua is waargenomen.[13]
  - 2023 - Lancering van SpaceShipTwo van Virgin Galactic vanonder het draagvliegtuig VMS Eve voor de suborbitale Galactic-05 missie met aan boord twee wetenschappelijk onderzoekers en 1 ruimtetoerist.[14][15]
  - 2023 - Het Amerikaanse ruimtevaartbedrijf Sierra Space presenteert het herbruikbare Dream Chaser ruimtevliegtuig. Het toestel dat lijkt op de spaceshuttles van NASA zal in de toekomst onbemande bevoorradingsmissies van het ISS gaan uitvoeren.[16][17]
  - 2023 - NASA maakt bekend dat uit de eerste resultaten van de flyby van Ruimtesonde Lucy langs de planetoïde (152830) Dinkinesh blijkt dat het object een binair paar is.[18]
  - 2023 - Kroonprins Haakon van Noorwegen opent de eerste operationele ruimtehaven voor orbitale ruimtevluchten van continentaal Europa. Het terrein van Andøya Space ligt bij Nordmela op het Noorse eiland Andøya en er wordt nog gewerkt aan meerdere lanceerplatformen. Het eerste platform zal exclusief worden gebruikt door Isar Aerospace dat er de eigen Spectrum draagraket wil gaan lanceren.[19]

## Geboren

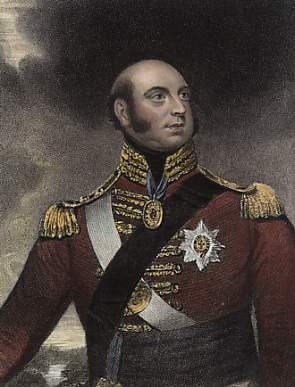
Prins Edward Augustus,
geboren in 1767

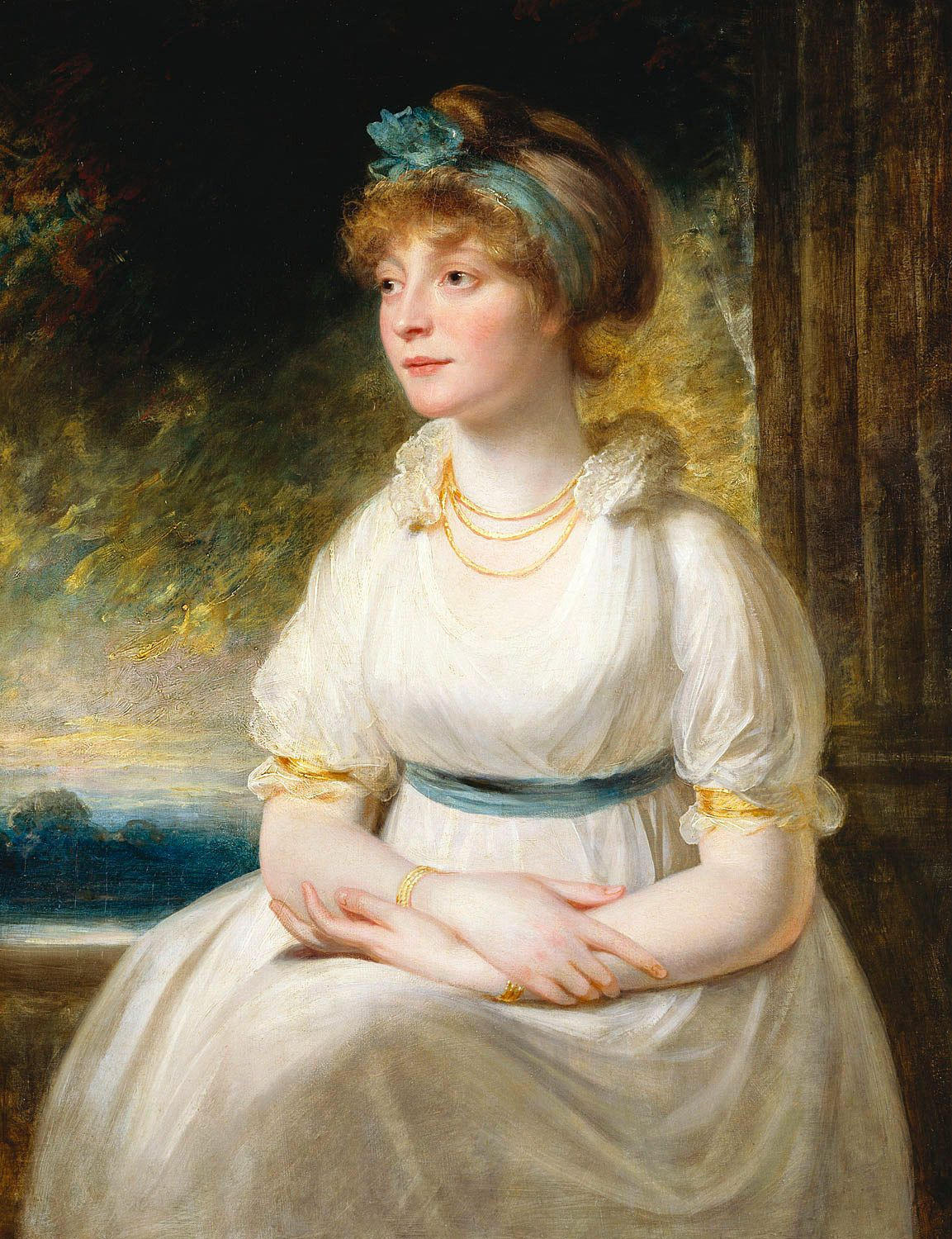
Prinses Sophia,
geboren in 1777

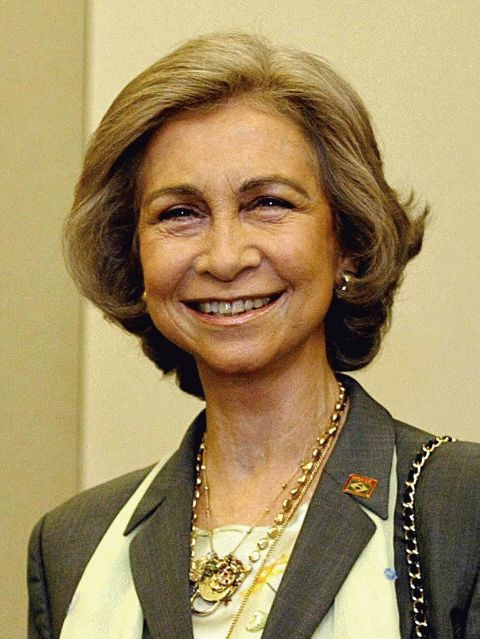
Koningin Sophia van Griekenland,
geboren in 1938

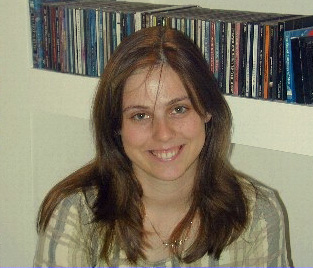
Sofia Polgar,
geboren in 1974

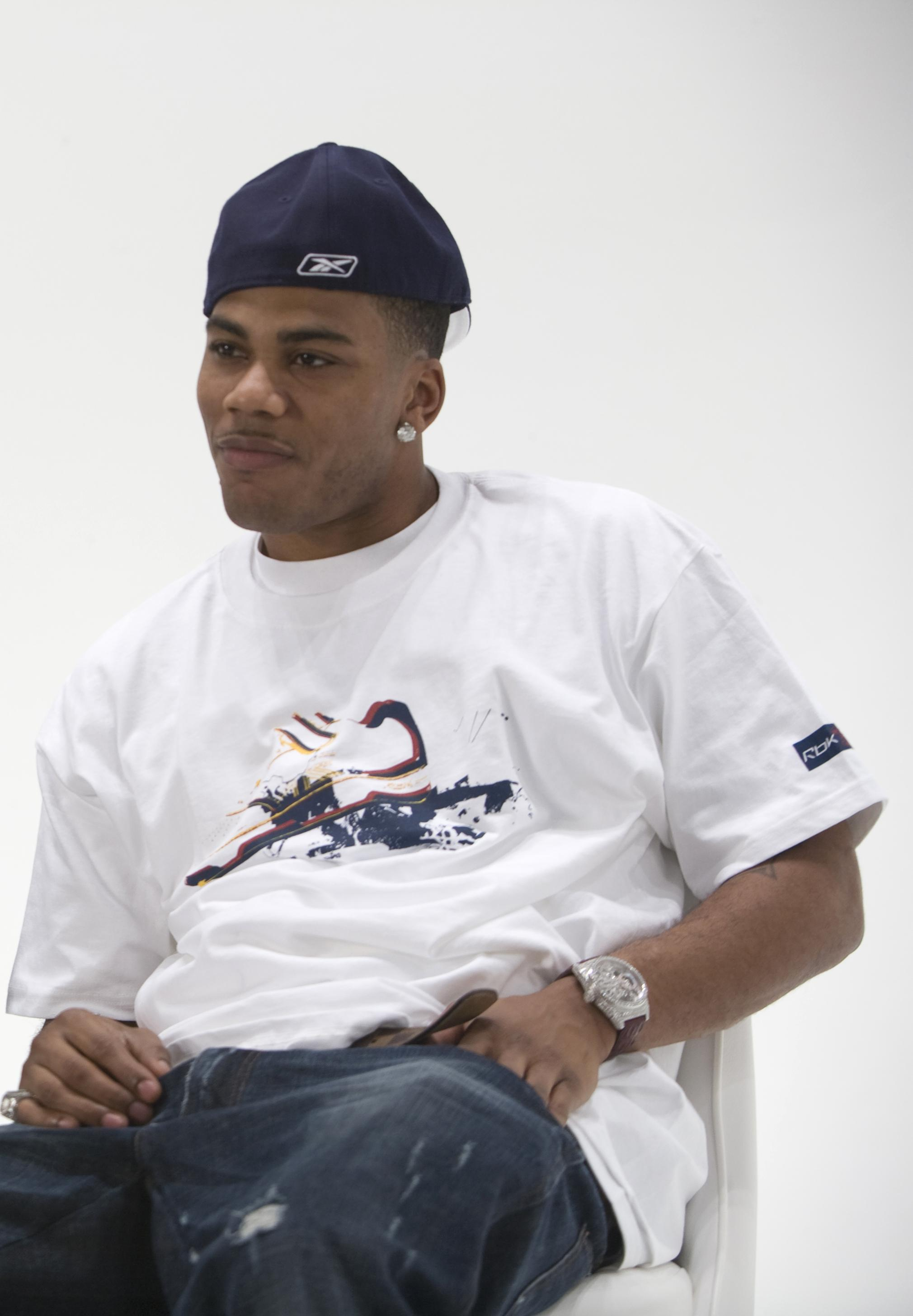
Nelly,
geboren in 1974

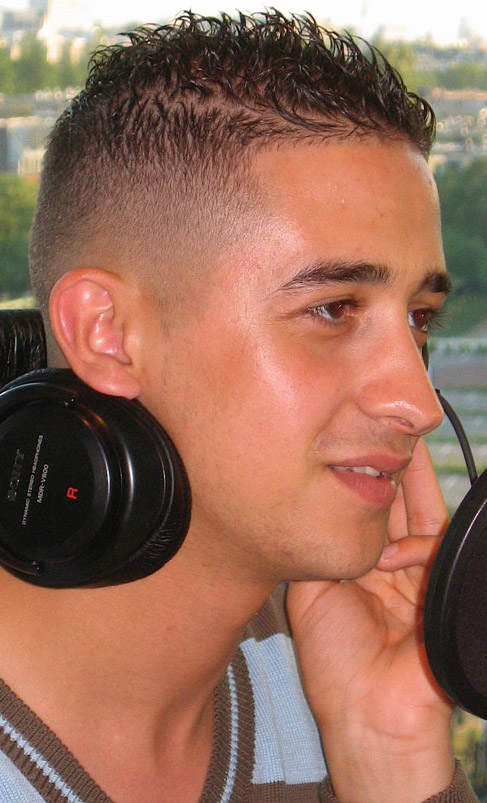
Yes-R,
geboren in 1986

- 1633 - Lodewijk Frederik van Nassau-Idstein, Duits edelman (overleden 1656)
- 1741 - Joan Derk van der Capellen tot den Pol, Nederlands politicus en voorman van de Patriotten (overleden 1784)
- 1755 - Marie Antoinette van Oostenrijk, koningin van Frankrijk (overleden 1793)
- 1766 - Josef Radetzky von Radetz, Oostenrijks veldmaarschalk (overleden 1858)
- 1767 - Edward Augustus, hertog van Kent (overleden 1820)
- 1777 - Prinses Sophia Mathilde van Hannover (overleden 1848)
- 1792 - Engelbertus Sterckx, Belgisch kardinaal-aartsbisschop van Mechelen (overleden 1867)
- 1795 - James Polk, elfde president van de Verenigde Staten (overleden 1849)
- 1809 - Jozef Jan Tuerlinckx, Belgisch kunstschilder en graveur (overleden 1873)
- 1815 - George Boole, Brits wiskundige (overleden 1864)
- 1844 - Mehmet V, sultan van het Osmaanse rijk (overleden 1918)
- 1847 - Georges Sorel, Frans filosoof (overleden 1922)
- 1863 - Victor De Lille, Belgisch journalist, schrijver, politicus, drukker en uitgever (overleden 1940)
- 1865 - Warren Harding, 29ste president van de Verenigde Staten (overleden 1923)
- 1867 - Elena Brockmann, Spaans kunstschilder (overleden 1946)
- 1871 - Poul Heegaard, Deens wiskundige (overleden 1948)
- 1872 - Alex Benno, Nederlands acteur en cineast (overleden 1952)
- 1885 - Harlow Shapley, Amerikaans astronoom (overleden 1972)
- 1887 - Gilbert Leon Hime, Braziliaans voetballer (overleden 1957)
- 1888 - Fernand Jacquet, Belgisch Eerste Wereldoorlog luchtaas (overleden 1947)
- 1890 - Hendrik Borginon, Belgisch politicus, advocaat en collaborateur (overleden 1985)
- 1891 - Helmuth Weidling, Duits generaal (overleden 1955)
- 1892 - Paul Abraham, Hongaars componist (overleden 1960)
- 1899 - E. du Perron, Nederlands dichter en prozaschrijver (overleden 1940)
- 1902 - Marius Holtrop, Nederlands president van De Nederlandsche Bank (overleden 1988)
- 1904 - Armando Del Debbio, Braziliaans voetballer (overleden 1984)
- 1913 - Burt Lancaster, Amerikaans filmacteur (overleden 1994)
- 1917 - Durward Knowles, Bahamaans zeiler (overleden 2018)
- 1917 - José Perácio, Braziliaans voetballer (overleden 1977)
- 1917 - Ann Rutherford, Canadees-Amerikaans actrice (overleden 2012)
- 1918 - Robert Raes, Belgisch priester en huisprelaat van de paus (overleden 2011)
- 1921 - Hans van Assumburg, Nederlands schrijver en journalist (overleden 1975)
- 1921 - Pearl Carr, Brits zangeres (overleden 2020)
- 1921 - William Donald Schaefer, Amerikaans politicus (overleden 2011)
- 1924 - Albert Houssiau, Belgisch bisschop van Luik
- 1924 - Gré de Jongh, Nederlands atlete (overleden 2002)
- 1924 - Leo Martin, Belgisch komiek (overleden 1993)
- 1926 - Henri Haest, Belgisch atleet (overleden 1997)
- 1927 - Steve Ditko, Amerikaans stripauteur (overleden 2018)
- 1928 - Rodolfo Carbone, Braziliaans voetballer (overleden 2008)
- 1928 - Herb Geller, Amerikaans jazzsaxofonist (overleden 2013)
- 1929 - Amar Bose, Amerikaans ondernemer (overleden 2013)
- 1929 - Germain Derycke, Belgisch wielrenner (overleden 1978)
- 1929 - Mohammed Rafiq Tarar, Pakistaans politicus (overleden 2022)
- 1929 - Richard Taylor, Canadees natuurkundige (overleden 2018)
- 1931 - Gérard Barray, Frans acteur (overleden 2024)
- 1931 - Lien Vos-van Gortel, Nederlands burgemeester (overleden 2023)
- 1931 - Don Walsh, Amerikaans oceanograaf (overleden 2023)
- 1931 - Phil Woods, Amerikaans jazz-altsaxofonist en -klarinettist (overleden 2015)
- 1932 - Jan Hinderink, Nederlands geograaf en hoogleraar (overleden 2022)
- 1934 - Ken Rosewall, Australisch tennisspeler
- 1936 - Greet Ermen, Nederlands politicus
- 1937 - Aloys Jousten, Belgisch bisschop van Luik (overleden 2021)
- 1938 - Ria Beckers, Nederlands politica en bestuurder (overleden 2006)
- 1938 - Jeannine Knaepen, Belgisch atlete
- 1938 - Sophia van Griekenland, Spaans vorstin
- 1938 - Richard Serra, Amerikaans beeldhouwer en videokunstenaar (overleden 2024)
- 1940 - Vincenzo Cerami, Italiaans scenarioschrijver (overleden 2013)
- 1940 - Carolin Reiber, Duits televisiepresentatrice
- 1941 - Jim Forest, Amerikaans schrijver, vredesactivist, oecumenicus en Oosters-orthodox christen (overleden 2022)
- 1941 - Bruce Welch (Bruce Cripps), Brits gitarist, componist en producer
- 1942 - Shere Hite, Amerikaans-Duits seksuologe en feministe (overleden 2020)
- 1942 - Charlotte Mutsaers, Nederlands schrijfster, essayiste en kunstschilderes
- 1943 - Rienk Onsman, Nederlands voetballer (overleden 2011)
- 1944 - Philippe Bodson, Belgisch politicus, ondernemer en bestuurder (overleden 2020)
- 1944 - Patrice Chéreau, Frans regisseur (overleden 2013)
- 1944 - Keith Emerson, Brits rockmuzikant (overleden 2016)
- 1945 - Cees Stam, Nederlands wielrenner
- 1946 - Steve Bender, Duits artiest (Dschinghis Khan) (overleden 2006)
- 1946 - Bennie Hofs, Nederlands voetballer (overleden 2017)
- 1946 - Alan Jones, Australisch autocoureur
- 1946 - Wilbert Willems, Nederlands politicus
- 1947 - Allan Michaelsen, Deens voetballer en voetbaltrainer (overleden 2016)
- 1949 - Lois McMaster Bujold, Amerikaans sciencefiction- en fantasy-schrijfster
- 1949 - Alfred Riedl, Oostenrijks voetballer en voetbaltrainer (overleden 2020)
- 1950 - Ljubomir Ljubojević, Joegoslavisch schaker
- 1952 - Carissa Etienne, Dominicaans arts (overleden 2023)
- 1952 - Maxine Nightingale, Brits soul- en r&b-zangeres
- 1952 - Andy Paley, Amerikaans songwriter, producer, componist en multi-instrumentalist (overleden 2024)
- 1956 - Eric van Tijn, Nederlands muziekproducer
- 1957 - Lucien Favre, Zwitsers voetballer en voetbalcoach
- 1959 - Saïd Aouita, Marokkaans atleet
- 1960 - Nicolas Leutwiler, Zwitsers autocoureur
- 1961 - k.d. lang, Canadees zangeres
- 1962 - Olaf Förster, Oost-Duits roeier
- 1962 - Ron McGovney, Amerikaans basgitarist
- 1963 - Bobby Dall, Amerikaans bassist
- 1963 - Ines Diers, Oost-Duits zwemster
- 1963 - Borut Pahor, Sloveens politicus
- 1965 - Shahrukh Khan, Indiaas acteur
- 1966 - David Schwimmer, Amerikaans acteur
- 1967 - Derek Porter, Canadees roeier
- 1967 - Zvonimir Soldo, Kroatisch voetballer en voetbalcoach
- 1967 - Scott Walker, Amerikaans politicus
- 1968 - Meindert Talma, Nederlands liedjesschrijver
- 1969 - Reginald Arvizu, Amerikaans basgitarist
- 1969 - Jenny Gal, Nederlands-Italiaans judoka
- 1969 - André Postema, Nederlands politicus
- 1970 - Désanne van Brederode, Nederlands schrijfster
- 1972 - Alfred Schreuder, Nederlands voetballer
- 1972 - Darío Silva, Uruguayaans voetballer
- 1973 - James Haydon, Brits motorcoureur
- 1974 - Nelly, Amerikaans rapper en hiphopartiest
- 1974 - Prodigy (Albert Johnson), Amerikaans rapper (overleden 2017)
- 1974 - Sofia Polgar, Hongaars schaakster
- 1976 - Daniel da Cruz Carvalho, Portugees voetballer
- 1976 - Andreas Mogensen, Deens ruimtevaarder
- 1976 - Thierry Omeyer, Frans handballer
- 1978 - Christian Gyan, Ghanees-Nederlands voetballer (overleden 2021)
- 1978 - Avard Moncur, Bahamaans atleet
- 1978 - Noah Ngeny, Keniaans atleet
- 1978 - Alexander Östlund, Zweeds voetballer
- 1978 - Ana-Maria Pauletta, Curaçaos politica
- 1979 - James Chapman, Australisch roeier
- 1979 - Jon M. Chu, Amerikaans filmregisseur en producent
- 1979 - Marián Čišovský, Slowaaks voetballer (overleden 2020)
- 1979 - Cliff Compton, Amerikaans worstelaar
- 1979 - Dmitri Moeravjov, Kazachs wielrenner
- 1979 - Martin Petráš, Slowaaks voetballer
- 1980 - Kennedy Bakırcıoğlu, Zweeds voetballer
- 1980 - Diego Lugano, Uruguayaans voetballer
- 1980 - Karin Ruckstuhl, Nederlands atlete
- 1981 - Katharine Isabelle, Canadees actrice
- 1981 - Miroslav Opsenica, Servisch voetballer (overleden 2011)
- 1981 - Garrett Peltonen, Amerikaans wielrenner
- 1982 - Tim Bakens, Nederlands voetballer
- 1982 - Yunaika Crawford, Cubaans atlete
- 1982 - Marijn Frank, Nederlands presentatrice, documentaire- en televisieprogrammamaakster
- 1982 - Caroline Maes, Belgisch tennisster
- 1982 - Johan Wissman, Zweeds atleet
- 1983 - Sophie Milliet, Frans schaakster
- 1984 - Arnold Kruiswijk, Nederlands voetballer
- 1985 - John Devine, Amerikaans wielrenner
- 1985 - Johan Wigger, Nederlands voetballer
- 1986 - Héctor Barberá, Spaans motorcoureur
- 1986 - Romela Begaj, Albanees gewichthefster
- 1986 - Edwin Noorlander, Nederlands radio-dj
- 1986 - Yes-R, Nederlands rapper
- 1988 - Julia Görges, Duits tennisster
- 1989 - Ali Hamdi, Belgisch atleet
- 1989 - Stevan Jovetić, Montenegrijns voetballer
- 1989 - Katelyn Tarver, Amerikaans zangeres, songwriter, actrice en model
- 1990 - Brennan Morris, Amerikaans zwemmer
- 1990 - Kendall Schmidt, Amerikaans zanger, acteur en danser
- 1991 - Holly Bradshaw, Brits atlete
- 1992 - Naomi Ackie, Brits actrice
- 1992 - Jana Belomoina, Oekraïens mountainbikester
- 1992 - Jelena Nikitina, Russisch skeletonster
- 1994 - Bruno Bonifacio, Braziliaans autocoureur
- 1995 - Liban Abdulahi, Nederlands voetballer
- 1995 - Eva Urevc, Sloveens langlaufster
- 1996 - Ján Volko, Slowaaks atleet
- 1999 - Trobi, Nederlands producer en dj
- 2000 - Tess Coady, Australisch snowboardster
- 2000 - Georgia-Mae Fenton, Brits gymnaste
- 2000 - Vincent Van Hemelen, Belgisch wielrenner
- 2004 - Iris Teijema, Nederlands voetbalster

## Overleden

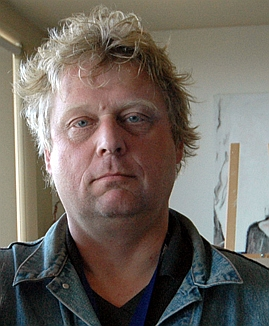
Theo van Gogh,
overleden in 2004

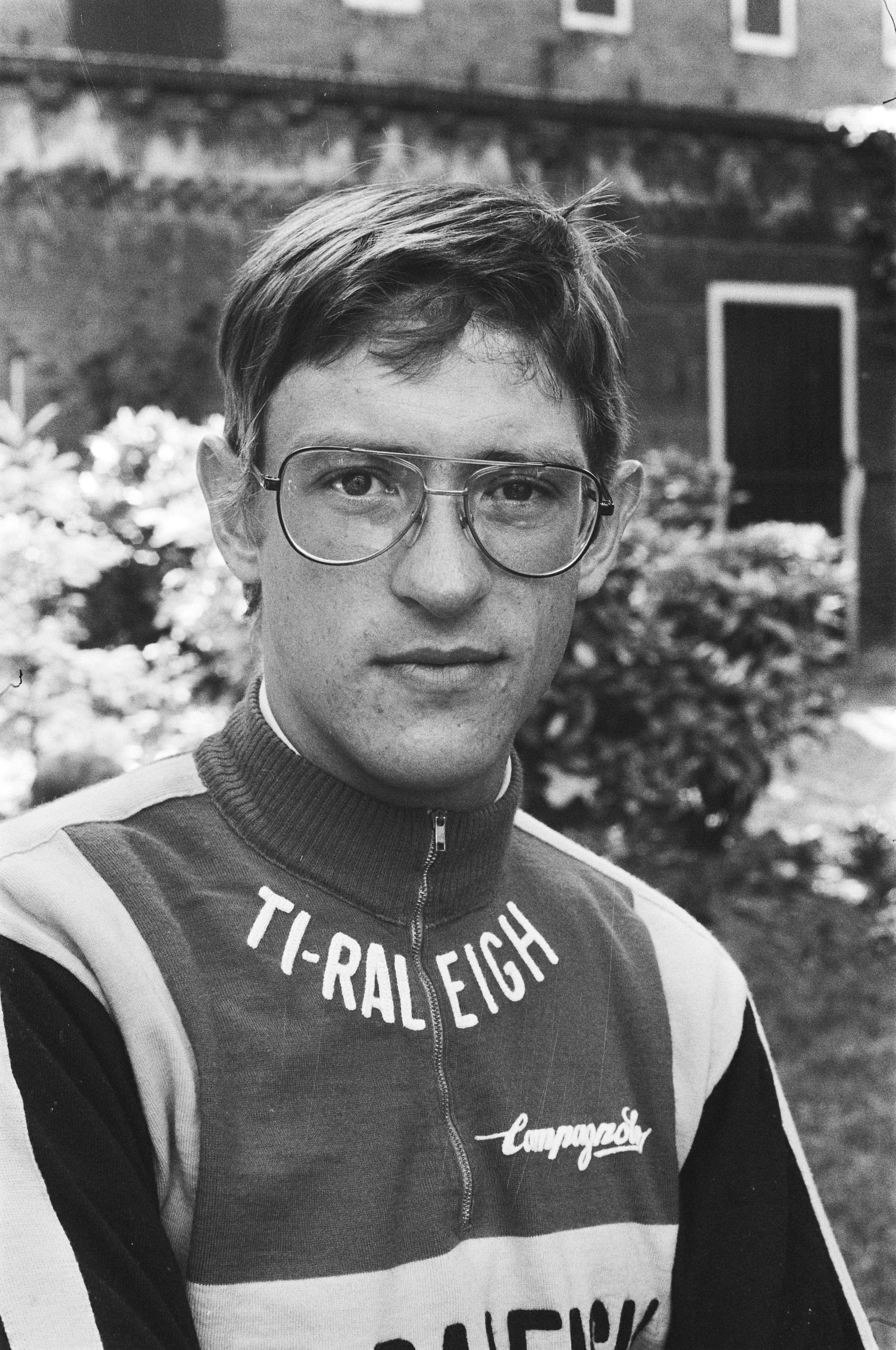
Gerrie Knetemann,
overleden in 2004

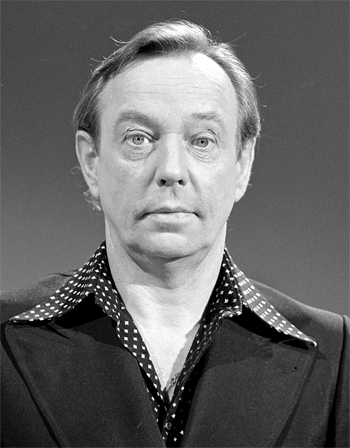
Rijk de Gooijer (in 1975),
overleden in 2011

- 1148 - Malachias (53/54), Iers bisschop van Armagh
- 1661 - Daniël Seghers (c. 71), Jezuïtische broeder en Vlaamse barokschilder
- 1868 - Carl Henrik Boheman (72), Zweeds entomoloog
- 1915 - Isaac Rice (65), Amerikaans ondernemer en schaker
- 1922 - Ananias Diokno (62), Filipijns generaal
- 1924 - Kai Nielsen (41), Deens beeldhouwer
- 1925 - Antoon Derkinderen (65), Nederlands schilder en ontwerper
- 1925 - Santiago Lucero (54), Filipijns politicus
- 1950 - George Bernard Shaw (94), Iers toneelschrijver
- 1953 - Walter Kenrick Fisher (75), Amerikaans zoöloog
- 1959 - Federico Tedeschini (86), Italiaans curiekardinaal
- 1960 - Julio Nakpil (93), Filipijns componist en revolutionair strijder
- 1963 - Ngo Dinh Diem (62), president Zuid-Vietnam
- 1964 - Haakon Stotijn (49), Nederlands hoboïst
- 1966 - Peter Debye (82), Nederlands-Amerikaans scheikundige
- 1968 - Jacobus Lijkle Posthuma (73), Nederlands politiefunctionaris
- 1971 - Martha Vickers (46), Amerikaans actrice
- 1975 - Pier Paolo Pasolini (53), Italiaans dichter, schrijver en filmregisseur
- 1976 - Fritz Zorn (32), Zwitsers schrijver
- 1980 - Angel Nakpil (66), Filipijns architect
- 1982 - Cornelis Brandsma (78), Nederlands politicus
- 1984 - Emmy van Leersum (54), Nederlands sieraadontwerper en modeontwerper
- 1995 - Jan Linssen (82), Nederlands voetballer
- 1996 - Eva Cassidy (33), Amerikaans zangeres
- 1999 - Jan van Paradijs (53), Nederlands astrofysicus
- 2004 - Theo van Gogh (47), Nederlands acteur, regisseur en columnist
- 2004 - Gustaaf Joos (81), Belgisch kardinaal
- 2004 - Gerrie Knetemann (53), Nederlands wielrenner en bondscoach
- 2004 - Zayid bin Sultan al Nuhayyan (86), Emir van Abu Dhabi, president van de Verenigde Arabische Emiraten
- 2005 - Kees Houtman (45), Nederlands vastgoedhandelaar
- 2005 - John Mieremet (45), Nederlands crimineel
- 2006 - Adrien Douady (71), Frans wiskundige
- 2006 - Jean Hayet (66), Belgisch komiek, acteur, regisseur en leraar
- 2007 - Don Freeland (82), Amerikaans autocoureur
- 2007 - Igor Moisejev (101), Russisch choreograaf
- 2009 - José Luis López Vázquez (87), Spaans acteur
- 2011 - Rijk de Gooyer (85), Nederlands acteur
- 2012 - Milt Campbell (78), Amerikaans tienkamper
- 2012 - Hans Lindgren (80), Zweeds acteur
- 2012 - Pino Rauti (85), Italiaans politicus
- 2013 - Walt Bellamy (74), Amerikaans basketballer
- 2013 - Joop Eversteijn (92), Nederlands voetballer
- 2014 - Acker Bilk (85), Brits jazzklarinettist
- 2014 - Veljko Kadijević (88), Joegoslavisch politicus en generaal
- 2015 - Cees Nicolai (68), Nederlands militair
- 2015 - Miroslav Poljak (71), Joegoslavisch waterpolospeler
- 2015 - Raul Rekow (61), Amerikaans percussionist
- 2015 - Colin Welland (81), Brits acteur en scenarist
- 2016 - Martin Lippens (82), Belgisch voetballer en voetbaltrainer
- 2016 - Oleg Popov (86), Russisch clown
- 2016 - Jean Trappeniers (74), Belgisch voetbaldoelman
- 2018 - Naftali Bon (73), Keniaans atleet
- 2019 - Maïté Duval (75), Nederlands beeldhouwster en tekenares
- 2019 - Norbert Eder (63), Duits voetballer
- 2019 - Sigge Ericsson (89), Zweeds schaatser
- 2019 - Marie Laforêt (80), Frans actrice, zangeres en schrijfster
- 2019 - Max Léons (97), Nederlands verzetsstrijder
- 2020 - John Sessions (67), Brits acteur en komiek
- 2020 - Raymond de Vries (55), Nederlands voetballer
- 2021 - Cor Bernard (87), Nederlands burgemeester
- 2021 - Irene Lalji (?), Surinaams advocate
- 2021 - Frans Van den Eynde (98), Belgisch politicus
- 2022 - Ela Bhatt (89), Indiaas vakbondsleidster, filantroop en sociaal activiste
- 2022 - Leo Delcroix (72), Belgisch politicus
- 2023 - Walter Davis (69), Amerikaans basketballer
- 2023 - Ben Ramakers (69), Nederlands acteur
- 2023 - Joeri Temirkanov (84), Russisch dirigent
- 2024 - Alan Rachins (82), Amerikaans acteur

## Viering/herdenking
- Rooms-Katholieke kalender:
  - Allerzielen - (Hoog)feest

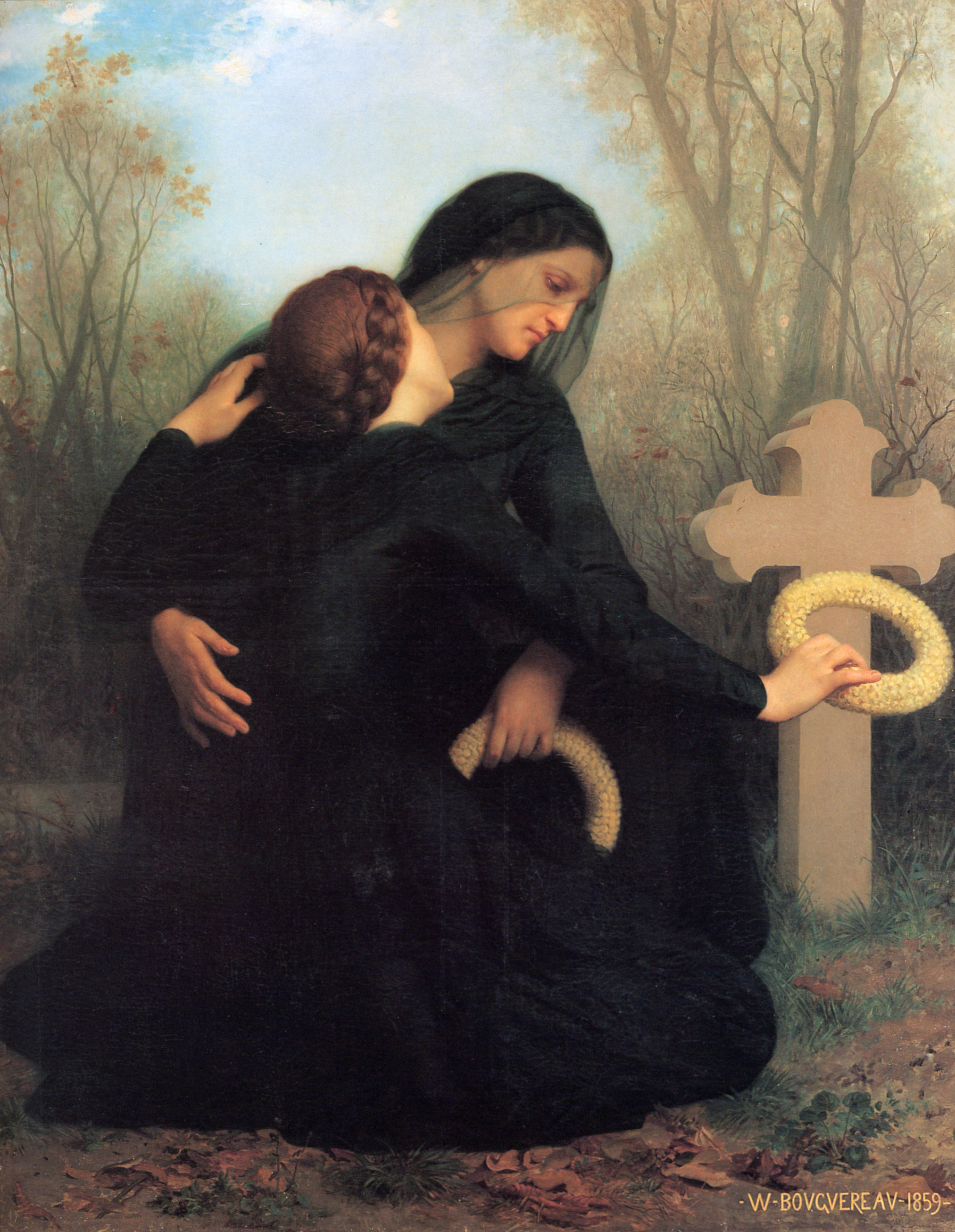
Allerzielen

  - Heilige Marciaan (van Cyrrhus) († 387)
  - Heilige Victorinus (van Pettau) († 303/304)
  - Heiligen Martelaren van Isfahan: o.a. Pegasius († c. 350)
  - Heilige Tobias (van Ninive) († c. 6e eeuw v.Chr.)
  - Heilige Baya en Maura (van Cumbrae) († c. 900)
  - Heilige Justus van Triëst († c. 303)
  - Zalige Margaretha van Lotharingen († 1521)
- Dag van de Doden
- Internationale Dag tegen Straffeloosheid van Misdaden op Journalisten (uitgeroepen door de Verenigde Naties)[20] (persvrijheid)

## Weerextremen

### Nederland
| | Officiële records | Officiële records | Officiële records |      | Landelijke records | Landelijke records | Landelijke records                |
| Gebeurtenis | Jaar              | Extreem           | Locatie           | Jaar | Extreem            | Locatie            |                                   |
| --- | ----------------- | ----------------- | ----------------- | ---- | ------------------ | ------------------ | --------------------------------- |
| Laagste etmaalgemiddelde temperatuur (°C) | 1966              | −1,5              | De Bilt           |      | 1980               | −2,1               | Deelen                            |
| Hoogste etmaalgemiddelde temperatuur (°C) | 2020              | 15,8              | De Bilt           |      | 2020               | 16,4               | Ell                               |
| Laagste minimumtemperatuur (°C) | 1966              | −4,0              | De Bilt           |      | 1980               | −5,7               | Deelen                            |
| Hoogste minimumtemperatuur (°C) | 2014              | 12,7              | De Bilt           |      | 2014               | 13,6               | Twenthe                           |
| Laagste maximumtemperatuur (°C) | 1919              | 1,4               | De Bilt           |      | 1919               | 0,3                | Maastricht                        |
| Hoogste maximumtemperatuur (°C) | 2020              | 19,3              | De Bilt           |      | 2020               | 20,4               | Arcen                             |
| Hoogste uurgemiddelde windsnelheid (m/s) | 1960              | 15,9              | De Bilt           |      | 2023               | 24,0               | Oosterschelde, Vlakte van De Raan |
| Hoogste windstoot (m/s) | 1960              | 26,8              | De Bilt           |      | 2023               | 32,0               | IJmuiden                          |
| Langste zonneschijnduur (uur) | 1980              | 8,7               | De Bilt           |      | 1980               | 8,8                | Rotterdam                         |
| Langste neerslagduur (uur) | 1977              | 13,4              | De Bilt           |      | 1977               | 15,0               | Rotterdam                         |
| Hoogste etmaalsom van de neerslag (mm) | 1977              | 24,4              | De Bilt           |      | 2023               | 28,8               | Hoek van Holland                  |
| Laagste etmaalgemiddelde relatieve vochtigheid (%) | 1920              | 55                | De Bilt           |      | 1920               | 36                 | Eelde                             |
| Laagste uurwaarde luchtdruk op zeeniveau (hPa) | 2023              | 970,3             | De Bilt           |      | 2023               | 965,2              | Vlieland                          |
| Hoogste uurwaarde luchtdruk op zeeniveau (hPa) | 2001              | 1040,2            | De Bilt           |      | 2001               | 1041,6             | Maastricht                        |
| Officiële records worden altijd gemeten op het KNMI-weerstation in De Bilt. Landelijke records kunnen worden gemeten op elk officieel KNMI-weerstation in Nederland. |                   |                   |                   |      |                    |                    |                                   |

Uitzonderlijke gebeurtenissen
- 1920 - Landelijk maandrecord laagste etmaalgemiddelde relatieve vochtigheid in % van november gemeten in Eelde: 36. Samen met 1 november 1920
- 1968 - Laatste officiële zachte dag van het jaar (maximumtemperatuur ≥ 15 °C in De Bilt)
- 1968 - Laatste landelijke zachte dag van het jaar gemeten in De Bilt, De Kooy, Deelen, Eelde, Eindhoven, Gilze-Rijen, Leeuwarden, Maastricht, Rotterdam, Soesterberg, Twenthe en Volkel (maximumtemperatuur ≥ 15 °C op een officieel weerstation)
- 1980 - Officieel maandrecord langste zonneschijnduur in uren van november gemeten in De Bilt: 8,7. Samen met 1 november 1943 en 11 november 1971
- 1989 - Laatste officiële zachte dag van het jaar (maximumtemperatuur ≥ 15 °C in De Bilt)
- 1996 - Laatste officiële zachte dag van het jaar (maximumtemperatuur ≥ 15 °C in De Bilt)
- 1999 - Laatste landelijke zachte dag van het jaar gemeten in Arcen, Eelde, Eindhoven, Ell, Heino, Hoogeveen, Hupsel, Lelystad, Maastricht, Marknesse, Nieuw Beerta en Twenthe (maximumtemperatuur ≥ 15 °C op een officieel weerstation)
- 2002 - Laatste officiële zachte dag van het jaar (maximumtemperatuur ≥ 15 °C in De Bilt)
- 2007 - Laatste landelijke zachte dag van het jaar gemeten in Berkhout, Rotterdam en Schiphol (maximumtemperatuur ≥ 15 °C op een officieel weerstation)
- 2020 - Officieel maandrecord hoogste maximumtemperatuur in °C van november gemeten in De Bilt: 19,3
- 2020 - Laatste landelijke warme dag van het jaar gemeten in Arcen, Eindhoven, Ell, Gilze-Rijen en Volkel (maximumtemperatuur ≥ 20 °C op een officieel weerstation)
- 2023 - Officieel hoogste uurgemiddelde windsnelheid in m/s van november dit jaar gemeten in De Bilt: 11,0 (voorlopig)
- 2023 - Landelijk hoogste uurgemiddelde windsnelheid in m/s van november dit jaar gemeten in Oosterschelde en Vlakte van De Raan: 24,0 (voorlopig)
- 2023 - Officieel hoogste windstoot in m/s van november dit jaar gemeten in De Bilt: 23,0 (voorlopig)
- 2023 - Landelijk laagste etmaalgemiddelde relatieve vochtigheid in % van november dit jaar gemeten in Arcen en Maastricht: 67 (voorlopig)
- 2023 - Landelijk laagste uurwaarde luchtdruk op zeeniveau in hPa van het jaar gemeten in Vlieland: 965,2 (voorlopig)
- 2023 - Landelijk laagste uurwaarde luchtdruk op zeeniveau in hPa van november dit jaar gemeten in Vlieland: 965,2 (voorlopig)

### België
Dagrecords
- 1966 - Laagste etmaalgemiddelde temperatuur −0,5 °C
- 1852 - Hoogste etmaalgemiddelde temperatuur 15,8 °C
- 1955 - Laagste minimumtemperatuur −3,5 °C
- 1899 - Hoogste maximumtemperatuur 19,7 °C
- 1930 - Hoogste etmaalsom van de neerslag 21,3 mm

<< · 1 · 2 · 3 · 4 · 5 · 6 · 7 · 8 · 9 · 10 · 11 · 12 · 13 · 14 · 15 · 16 · 17 · 18 · 19 · 20 · 21 · 22 · 23 · 24 · 25 · 26 · 27 · 28 · 29 · 30 · >>